# Lista över insjöar i Sverige med namn som slutar på -hav
Lista över insjöar i Sverige med artikel på Wikipedia som slutar på -hav:
- Ängelhav, sjö i Ljungby kommun och Småland 56°45′12″N 13°35′25″Ö / 56.75337°N 13.59018°Ö
- Kamle hav, sjö i Finspångs kommun och Östergötland 58°43′26″N 15°55′21″Ö / 58.72392°N 15.92237°Ö
- Kåmmehav, sjö i Norrköpings kommun och Östergötland 58°33′42″N 15°42′10″Ö / 58.56170°N 15.70278°Ö
- Stillhetens hav, Södermanland, sjö i Flens kommun och Södermanland 59°04′26″N 16°52′30″Ö / 59.07381°N 16.87489°Ö
- Bommenhav, sjö i Hällefors kommun och Västmanland 59°45′11″N 14°52′15″Ö / 59.75296°N 14.87086°Ö
- Kambo hav, sjö i Lindesbergs kommun och Västmanland 59°46′03″N 15°01′32″Ö / 59.76761°N 15.02565°Ö
- Kamhav, sjö i Falu kommun och Dalarna 60°55′59″N 15°51′49″Ö / 60.93301°N 15.86375°Ö